# Synoviale vloeistof
Synoviale vloeistof, synoviaal vocht of gewrichtsvloeistof is een heldere, niet-newtoniaanse vloeistof die zich in gewrichtsholtes bevindt, en die wordt uitgescheiden door het synoviaalmembraan, dat deze holtes omgeeft en bekleedt.

## Consistentie en samenstelling
De synoviale vloeistof is een ultrafiltraat van bloedplasma, met een vergelijkbare ionensamenstelling. Het vocht bevat weinig eiwitten en cellen, maar is rijk aan hyaluronzuur. Qua consistentie lijkt het op kippeneiwit.

## Functie
De synoviale vloeistof vormt een dun laagje van circa 50 micrometer over het kraakbeen, en zorgt ervoor dat botten en gewrichten soepel kunnen bewegen. Het werkt als een smeermiddel en verdeelt de kracht van schokken.

## Medisch onderzoek
Gewrichtsvocht kan relatief eenvoudig met een naald worden afgenomen voor medisch en/of wetenschappelijk onderzoek. Analyse van de vloeistof kan bijdragen aan diagnostiek op het gebied van reumatologie, traumatologie en orthopedie.